# Thomas Rotherham

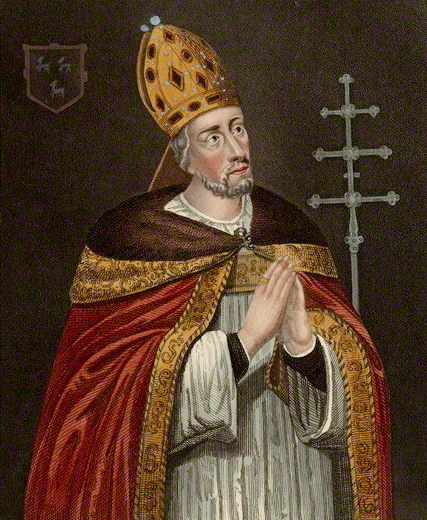
Thomas Rotherham (fiktives Porträt, um 1800)

Thomas Rotherham (* 14. August 1423 in Rotherham, Yorkshire; † 29. Mai 1500 in Cawood, Yorkshire) war ein spätmittelalterlicher englischer Geistlicher und Staatsmann.

## Biografie
Thomas Rotherham stammte aus einer Familie der Gentry von Yorkshire. Er wurde zunächst von einem Privatlehrer erzogen, besuchte das Eton College und studierte ab 1443 am King’s College der Universität Cambridge. Unter König Edward IV. (reg. 1461–1470 und 1471–1483) war er Lordsiegelbewahrer (1467 und 1471), Bischof von Rochester (1468), Lincoln (1472) und York (1480) und zweimal Lordkanzler (1475 und 1485). Im Jahr 1483 fiel er wegen einer (angeblichen) Verschwörung für einige Monate in Ungnade und wurde im Tower inhaftiert. Unter Heinrich VII. (reg. 1485–1509) begann sein Stern zu sinken; daraufhin zog er sich auf sein Amt als Erzbischof von York zurück.

## Bauten
Ab dem Jahr 1480 ließ Thomas Rotherham die Pfarrkirche seines Heimatortes (Rotherham Minster) in spätgotischem Perpendicular Style vollkommen neu gestalten; sie gilt heute als eine der stilistisch reinsten Kirchen Englands.

## Tod
Thomas Rotherham starb am 29. Mai 1500 auf Cawood Castle bei York an der Pest. Seine sterblichen Überreste wurden im Jahr 1506 in ein prächtiges Marmorgrab im York Minster überführt.